# Aero Al-Ma
De Aero Al-Ma is een Tsjechoslowaaks sportvliegtuig gebouwd door Aero. Al-Ma staat voor Albatros-Marcius, de plek waar Aero haar eerste fabriek had. Er is één toestel gebouwd in 1919.

## Specificaties
- Bemanning: 1
- Motor: 1× Anzani, 25 kW
- Maximumsnelheid: 93 km/h